# 桂香春
桂香春是北京一家以经营清真风格的南味食品店，该店成立于1984年。该店位于西便门外大街3号，地铁南礼士路站西南口。小店采取前店后厂，所有糕点均为自产自销，门口为卖熟食为主，如羊头肉、牛肉粒。